# ستيفن سميث (لاعب شطرنج)
ستيفن سميث (بالإنجليزية: Stephen Francis Smith)‏ (و. 1861 – 1928 م) هو لاعب شطرنج من المملكة المتحدة، وكندا، والمملكة المتحدة لبريطانيا العظمى وأيرلندا، ولد في أونتاريو، توفي عن عمر يناهز 67 عاماً.

## روابط خارجية
- ستيفن سميث على موقع مباريات الشطرنج (الإنجليزية)
- ستيفن سميث على موقع 365Chess.com (الإنجليزية)